# Themgoroth
Paul Mäkitalo (Estocolmo), más conocido por su nombre de pila Themgoroth, es un músico sueco dedicado a los géneros del metal extremo como el Black y el Death, él es el original vocalista y bajista de Dark Funeral, realizando con ellos solo el primer álbum, pero después de 1997 decide irse de la banda para seguir con otros de sus proyectos. Themgoroth es conocido por su voz única en el black metal y ha conseguido varios seguidores por sus actuaciones en diferentes bandas de metal.

## Bandas actuales
- Rev 16:8 (Vocales)
- Nailstate (Guitarra)
- Obscuratum (Vocales and guitarra)

## Bandas anteriores
- Dark Funeral
- Infernal
- Passive
- Waranthem
- Stigmata
- Scum (Ahora Amon Amarth)

## Apariciones especiales
- Eternal Oath
- Mykkorhiza
- Setherial
- Blackwinds